# Tenia (accessorio)
Tenia (o tainia, ταινία) è un termine del greco antico che significa "fascia" o "nastro." Era usato per indicare la fascia che veniva posta in testa, e in particolare era usata come premio dei vincitori dei giochi. In latino, la parola è divenuta taenia e in italiano tenia che ha preso vari significati, dall'architettura alla zoologia.
Espressione utilizzata nella forma "tainia" dal traduttore di Dan Brown nel primo capitolo del romanzo Inferno (Mondadori 2013).